# 吳俊諺
吳俊諺（Gevin Wu，1989年9月19日—），藝名鮪魚，台灣藝人，為Channel V節目《模范棒棒堂》成員，已解散的Choc7成員之一。

## 早年
吳俊諺就學於光興國小、三重國中、育達商職、三重商工、莊敬高職表演藝術科，畢業自萬能科大觀光餐飲系進修部。

## 經歷
鮪魚曾多次於淘汰賽中取得優異成績。第一次淘汰賽（2006年8月30日）表演雙截棍融合街舞，以一鳴驚人的表現勇奪第二名，被譽為他在節目最亮眼的成員之一；在第七次淘汰賽（2007年9月21日）以乞丐舞得到第三名；在第八次淘汰賽（2007年12月7日），透過和TERRY合作的歌舞表演，終能贏得第一名。2008年5月他曾在棒棒堂節目中以「BATO」為名推出首張個人泰文EP《SAY YES!》。
鮪魚於2008年5月22日《模范棒棒堂》節目當中被選中為棒棒堂二軍其中一員，成為半出道藝人。唱片公司為金牌大風。於2008年8月13日在《模范棒棒堂》節目錄影時，鮪魚被選中為棒棒堂二軍正式出道其中一員，其入選原因為帥氣的臉孔與超人的舞蹈實力讓鮪魚人氣大躍進而入選。另外，為了與棒棒堂一軍做明顯的區隔，將決定與樂團型式出道，年底之前每位成員都要至少學懂一樣樂器，團員中只要有一人做不到，整團就無法出唱片。
2010年3月1日加盟傳奇星娛樂，但是比較少出現在螢幕上。後加入台北一個獨立嘻哈音樂廠牌逆流音樂，並於2013年起在網路上發行單曲。
2019年5月接下八大電視旗下的頻道八大綜合台《臺灣第一等》主持棒。

## 個人生活
2013年9月，鮪魚向交往兩年多大6歲的非演藝界女友劉怡 （小葵）求婚。兩人因工作關係結緣，於2014年5月8日完婚。兩人育有兩子。

## 影視作品

### 電影
- 2009年：《愛到底》之《第六號瀏海》
- 2016年：《萌學園之尋找盤古》

### 戲劇
- 2012年：《萌學園4時空戰役》 飾演 帝蒂卡
- 2013年：《萌學園5異界對決》 飾演 帝蒂卡
- 2014年：《萌學園6復活之戰》 飾演 帝蒂卡
- 2016年：《加油！美玲》 飾演 鄭群義
- 2017年：《牡丹花開》 飾演 阿喜
- 2020年：《生生世世》飾演 蔡寶得
- 2021年：《一個屋簷下》飾演 毛祐豪
- 2022年：《About Youth 默默的我，不默默的我們》飾演 客人
- 停拍中 《破網時刻》飾演

## 主持
Channel V：
- 《我愛黑澀會》（擔任助教、外景主持人）
- 《VJ普普風》- 2007年－2009年
- 《美少女時代》- 2010年  (主持人)
- 《綜藝三國智》-2017年（常駐嘉賓）
- 《台灣第一等》-2019年  (主持人)

### 幕後工作
- Channel V《模范棒棒堂》、《VJ普普風》製作群（2009年2月下旬四天，配合節目需要）

## 綜藝節目
- 2022年 TVBS歡樂台、台視 來吧！營業中 客人

## 音樂作品

### MV
| 歌手      | MV名稱      | 首播時間                      | 首播頻道          |
| --------- | ----------- | ----------------------------- | ----------------- |
| 鮪魚 BATO | 《SAY YES》 | 2008年4月29日晚上十時五十五分 | Channel V（台灣） |

### 唱片
2008年5月 - 《SAY YES!》泰文單曲EP
- 收錄歌曲《SAY YES!》（原為Lollipop棒棒堂的歌曲《YES!》，將歌詞改為泰文歌詞）

## 外部連結
- Gevin吳俊諺（鮪魚）的Facebook專頁
- 吳俊諺的新浪微博
- 吳俊諺的Instagram帳戶